# Campionato Catarinense 2024
Il Campionato Catarinense 2024 è stata la 99ª edizione della massima serie del campionato catarinense. La stagione è iniziata il 20 gennaio 2024 e si è conclusa il 6 aprile successivo.

## Stagione

### Novità
Al termine della stagione 2023, sono retrocesse in Segunda Divisão Camboriú e Atlético Catarinense. Dalla seconda divisione, invece, sono state promosse Nação e Inter de Lages.

### Formato
Le dodici squadre si affrontano dapprima in una prima fase, consistente in un girone da dodici squadre. Le prime otto classificate di tale girone, accederanno alla seconda fase che decreterà la vincitrice del campionato. Le ultime due classificate, retrocedono in Segunda Divisão.
La formazione vincitrice e la seconda classificata, potranno partecipare alla Série D 2025 e alla Coppa del Brasile 2025. La squadra terza classificata, solo alla Série D. Nel caso le prime tre classificate siano già qualificate alla Série D o alle serie superiori, l'accesso alla quarta serie andrà a scalare.

## Risultati

### Prima fase
|  | Pos. | Squadra        | Pt | G  | V | N | P | GF | GS | DR  |
|  | ---- | -------------- | -- | -- | - | - | - | -- | -- | --- |
|  | 1.   | Criciúma       | 25 | 11 | 8 | 1 | 2 | 17 | 7  | +10 |
|  | 2.   | Avaí           | 20 | 11 | 6 | 2 | 3 | 20 | 17 | +3  |
|  | 3.   | Marcílio Dias  | 20 | 11 | 6 | 2 | 3 | 15 | 14 | +1  |
|  | 4.   | Figueirense    | 18 | 11 | 5 | 3 | 3 | 11 | 10 | +1  |
|  | 5.   | Barra-SC       | 17 | 11 | 5 | 2 | 4 | 15 | 9  | +6  |
|  | 6.   | Brusque        | 17 | 11 | 4 | 5 | 2 | 13 | 8  | +5  |
|  | 7.   | Joinville      | 15 | 11 | 3 | 6 | 2 | 17 | 15 | +2  |
|  | 8.   | Hercílio Luz   | 14 | 11 | 3 | 5 | 3 | 14 | 12 | +2  |
|  | 9.   | Chapecoense    | 11 | 11 | 3 | 2 | 6 | 13 | 16 | -3  |
|  | 10.  | Concórdia      | 11 | 11 | 3 | 2 | 6 | 8  | 16 | -8  |
|  | 11.  | Inter de Lages | 8  | 11 | 2 | 2 | 7 | 12 | 18 | -6  |
|  | 12.  | Nação          | 5  | 11 | 1 | 2 | 8 | 10 | 23 | -13 |

Legenda:
      Ammessa alla seconda fase.
      Retrocesse in Segunda Divisão 2025
Note:
Tre punti a vittoria, uno a pareggio, zero a sconfitta.

### Seconda fase
|  | Quarti di finale | Quarti di finale | Quarti di finale | Quarti di finale | Quarti di finale |  |  | Semifinali | Semifinali     | Semifinali | Semifinali | Semifinali |   |   | Finale | Finale  | Finale | Finale | Finale |  |
|  |                  |                  |                  |                  |                  |  |  |            |                |            |            |            |   |   |        |         |        |        |        |  |
|  | 6                | Brusque (dtr)    | 1                | 0                | 1 (5)            |  |  |            |                |            |            |            |   |   |        |         |        |        |        |  |
|  | 3                | Marcílio Dias    | 1                | 0                | 1 (4)            |  |  | 6          | Brusque        | 2          | 2          | 4          |   |   |        |         |        |        |        |  |
|  | 7                | Joinville        | 1                | 0                | 1                |  |  | 2          | Avaí           | 0          | 2          | 2          |   |   |        |         |        |        |        |  |
|  | 2                | Avaí             | 1                | 4                | 5                |  |  |            |                |            |            |            |   |   | 6      | Brusque | 1      | 1      | 2      |  |
|  | 5                | Barra-SC (dtr)   | 1                | 3                | 4 (5)            |  |  |            |                | 1          | Criciúma   | 2          | 1 | 3 |        |         |        |        |        |  |
|  | 4                | Figueirense      | 3                | 1                | 4 (4)            |  |  | 5          | Barra-SC       | 2          | 1          | 3 (3)      |   |   |        |         |        |        |        |  |
|  | 8                | Hercílio Luz     | 1                | 1                | 2                |  |  | 1          | Criciúma (dtr) | 1          | 2          | 3 (4)      |   |   |        |         |        |        |        |  |
|  | 1                | Criciúma         | 1                | 2                | 3                |  |  |            |                |            |            |            |   |   |        |         |        |        |        |  |